# Gustavo Rizo Airport
Gustavo Rizo Airport är en flygplats i Kuba.   Den ligger i provinsen Provincia de Guantánamo, i den östra delen av landet, 900 km öster om huvudstaden Havanna. Gustavo Rizo Airport ligger 7 meter över havet.
Terrängen runt Gustavo Rizo Airport är kuperad åt sydväst, men åt sydost är den platt. Havet är nära Gustavo Rizo Airport åt nordost.  Närmaste större samhälle är Baracoa, 2,3 km söder om Gustavo Rizo Airport. 